# 卡马雷斯
卡马雷斯（法語：Camarès，法語發音：[kamaʁɛs]）是法国阿韦龙省的一个市镇，属于米约区。

## 地理
卡马雷斯（43°49'21"N, 2°52'46"E）面积41.86 平方千米，位于法国奧克西塔尼大區阿韦龙省，该省份为法国南部内陆省份，位于法國中央高原南部，北起顺时针与康塔爾省、洛泽尔省、加尔省、埃罗省、塔恩省、塔恩-加龙省和洛特省接壤。
与卡马雷斯接壤的市镇（或旧市镇、城区）包括：布吕斯克、法耶、日萨克、蒙洛尔、珀和库富勒、穆讷-普罗昂库、锡尔瓦内斯。

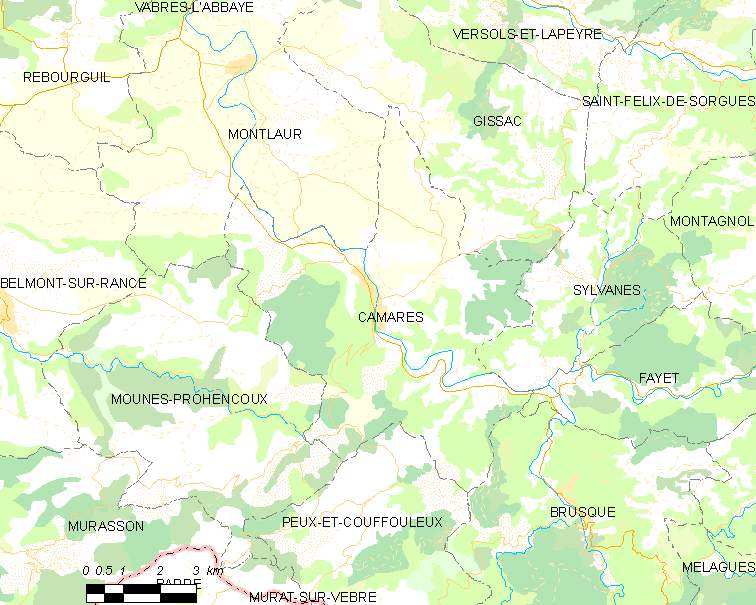
卡马雷斯的OSM定位图

卡马雷斯的时区为UTC+01:00、UTC+02:00（夏令时）。

## 行政
卡马雷斯的邮政编码为12360，INSEE市镇编码为12044。

## 政治
卡马雷斯所属的省级选区为科斯-鲁日耶县。

## 人口

1962-2008年间卡马雷斯人口变化图示

卡马雷斯于2022年1月1日时的人口数量为1028人。